# Cratere Kumara
Kumara  è un cratere sulla superficie di Marte.